# Nia Abdallah
Nia Abdallah, née le 24 janvier 1984 à Houston est une taekwondoïste américaine. Elle a obtenu la médaille d'argent lors des Jeux olympiques d'été de 2004 dans la catégorie des moins de 57 kg, perdant en finale contre Jang Ji-won. 
Abdallah a également été médaillée de bronze aux Championnats du monde en 2007.